# Promise and Terror
Promise and Terror är hårdrockssångaren Blaze Bayleys femte studioalbum. Det är det sista studioalbumet tillsammans med medlemmarna Nico Bermudez, Jay Walsh, David Bermudez och Lawrence Paterson. Albumet tog sig till en tredjeplats på engelska förbeställningslistan.

## Låtlista
1. Watching The Night Sky - 3:36
2. Madness And Sorrow - 3:09
3. 1633 - 6:03
4. God Of Speed - 5:48
5. City Of Bones - 6:26
6. Faceless - 3:46
7. Time To Dare - 5:41
8. Surrounded By Sadness - 3:59
9. The Trace Of Things That Have No Words - 5:48
10. Letting Go Of The World - 6:24
11. Comfortable In Darkness - 4:29

## Medlemmar
- Blaze Bayley - sång
- Lawrence Paterson - Trummor
- David Bermudez - Bas
- Jay Walsh - Gitarr
- Nick Bermudez - Gitarr